# Ed Podivinsky
Edward Charles Podivinsky detto Ed o Edi (Toronto, 8 marzo 1970) è un ex sciatore alpino canadese.
Discesista in attività negli anni 1990, succedette ai connazionali Steve Podborski e Ken Read alla guida della nazionale canadese della velocità. In carriera riuscì a ottenere un successo in Coppa del Mondo, nella discesa libera disputata nel 1994 a Saalbach-Hinterglemm in Austria, e a vincere la medaglia di bronzo nella discesa libera in occasione dei XVII Giochi olimpici invernali di Lillehammer 1994, in Norvegia.

## Biografia

### Carriera sciistica

#### Stagioni 1987-1995
Podivinsky debuttò in campo internazionale ai Mondiali juniores di Hemsedal/Sälen 1987; nella rassegna iridata giovanile di due anni dopo, disputata ad Alyeska, divenne il primo canadese a vincere la medaglia d'oro juniores nella discesa libera. Nel 1991 esordì ai Campionati mondiali, nella rassegna iridata di Saalbach-Hinterglemm (9º nella combinata), e ottenne il primo piazzamento di rilievo in Coppa del Mondo: 14º nella discesa libera di Aspen dell'8 marzo.
L'anno dopo fu selezionato per partecipare ai XVI Giochi olimpici invernali di Albertville 1992, ma un infortunio al ginocchio subito nell'ultimo allenamento poco prima delle gare lo costrinse a rimandare l'esordio olimpico. Ai Mondiali di Morioka 1993 fu 26º nella discesa libera, ma l'anno dopo ottenne i suoi migliori risultati in carriera: l'unica vittoria (nonché primo podio) in Coppa del Mondo, il 6 gennaio 1994 a Saalbach-Hinterglemm, e la medaglia di bronzo ai XVII Giochi olimpici invernali di Lillehammer 1994, sempre nella discesa libera; in quella sua prima presenza olimpica non completò invece il supergigante e la combinata.

#### Stagioni 1996-2002
Ai Mondiali della Sierra Nevada 1996 si classificò 12º nella discesa libera e 33º nel supergigante; l'anno dopo, nella rassegna iridata di Sestriere 1997, nelle medesime specialità si piazzò rispettivamente al 10º e al 34º posto, mentre ai XVIII Giochi olimpici invernali di Nagano 1998 fu 5º nella discesa libera e non completò il supergigante e la combinata. Il 15 gennaio 2000 conquistò l'ultimo podio in Coppa del Mondo, a Wengen in discesa libera (3º).
16º nella discesa libera a Sankt Anton am Arlberg 2001, sua ultima presenza iridata, l'anno dopo prese per l'ultima volta il via in Coppa del Mondo, il 2 febbraio a Sankt Moritz in discesa libera (41º), e partecipò alla sua ultima rassegna olimpica: anche a Salt Lake City 2002 concluse soltanto la prova di discesa libera, al 24º posto, e non completò il supergigante e la combinata. Si congedò dall'attività agonistica al termine di quella stessa stagione 2001-2002, in polemica con la Federazione sciistica del Canada che accusò di scarsa attenzione alle esigenze degli atleti; la sua ultima gara fu la discesa libera dei Campionati canadesi 2002, disputata il 18 marzo a Whistler e chiusa da Podivinsky al 4º posto.

### Altre attività
Dopo il ritiro si è dedicato alla finanza, divenendo vicepresidente di una branca della Royal Bank of Canada.

## Palmarès

### Olimpiadi
- 1 medaglia:
  - 1  bronzo (discesa libera a Lillehammer 1994)

### Mondiali juniores
- 1 medaglia:
  - 1 oro (discesa libera ad Alyeska 1989)

### Coppa del Mondo
- Miglior piazzamento in classifica generale: 23º nel 1994
- 6 podi:
  - 1 vittoria
  - 5 terzi posti

#### Coppa del Mondo - vittorie
| Data           | Località             | Paese   | Specialità |
| -------------- | -------------------- | ------- | ---------- |
| 6 gennaio 1994 | Saalbach-Hinterglemm | Austria | DH         |

Legenda:

DH = discesa libera

### Nor-Am Cup
- Vincitore della classifica di discesa libera nel 1991[2]
- 4 podi (dati dalla stagione 1994-1995):
  - 1 vittoria
  - 1 secondo posto
  - 2 terzi posti

#### Nor-Am Cup - vittorie
| Data          | Località     | Paese       | Specialità |
| ------------- | ------------ | ----------- | ---------- |
| 20 marzo 1998 | Jackson Hole | Stati Uniti | DH         |

Legenda:

DH = discesa libera

### Campionati canadesi
- 9 medaglie (dati parziali fino alla stagione 1994-1995)[3]:
  - 5 ori (combinata nel 1990; discesa libera nel 1991; discesa libera, combinata nel 1995; discesa libera nel 1996)
  - 1 argento (supergigante nel 1997)
  - 3 bronzi (supergigante nel 1995; slalom gigante nel 1997; discesa libera nel 2001)